# 毛蜂斗草
毛蜂斗草（学名：Sonerila cantonensis var. strigosa）为野牡丹科蜂斗草属下的一个变种。

## 扩展阅读
- 維基物種上的相關：毛蜂斗草